# Februar 1990
Portal Geschichte | Portal Biografien | Aktuelle Ereignisse | Jahreskalender | Tagesartikel

◄ |
19. Jahrhundert |
20. Jahrhundert
| 21. Jahrhundert

◄ |
1960er |
1970er |
1980er |
1990er
| 2000er | 2010er | 2020er | ►

◄ |
1986 |
1987 |
1988 |
1989 |
1990
| 1991 | 1992 | 1993 | 1994 | ►

◄ |
November 1989 |
Dezember 1989 |
Januar 1990 |
Februar 1990 |
März 1990 |
April 1990 |
Mai 1990 |
►
Dieser Artikel behandelt aktuelle Nachrichten und Ereignisse im Februar 1990.

## Tagesgeschehen

### Freitag, 2. Februar 1990

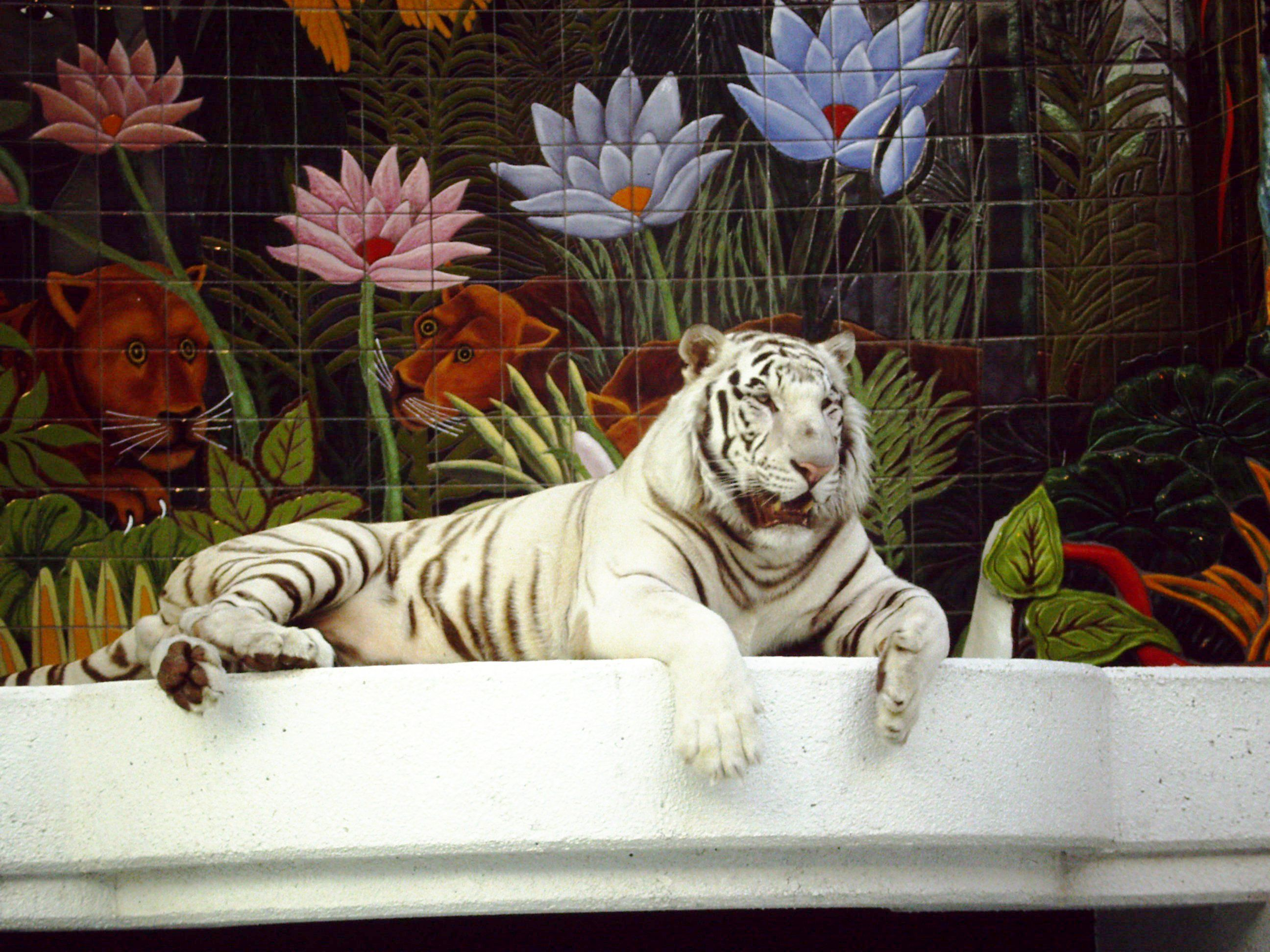
Weißer Königstiger von Siegfried und Roy

- Kapstadt/Südafrika: Präsident Frederik Willem de Klerk von der Nationalen Partei informiert das Parlament, dass u. a. der schwarze Menschenrechtsaktivist Nelson Mandela, der für die Beseitigung der staatlich angeordneten Bevorzugung der europiden Bevölkerung kämpfte, bald aus der Haft entlassen wird. Südafrika soll außerdem eine „echte Demokratie“ erhalten.[1]
- Las Vegas/Vereinigte Staaten: Von Protesten aus Tierschutzkreisen begleitet, veranstalten die Zauberkünstler und Dompteure Siegfried und Roy im Hotel The Mirage ihre erste Bühnenshow mit weißen Löwen und weißen Königstigern.[2]
- New York/Vereinigte Staaten: Auf dem ausrangierten Flugzeugträger Intrepid werden von der Siebten US-Armee aus der Bundesrepublik Deutschland verschiffte Teile der Berliner Mauer versteigert. Die US-Armee empfing die Segmente als Entgeltung für ihre Mithilfe beim Rückbau der Mauer.[3]

### Sonntag, 4. Februar 1990
- Berlin/Deutschland: Die in der DDR regierende Sozialistische Einheitspartei Deutschlands – Partei des Demokratischen Sozialismus (SED-PDS) nennt sich in Partei des Demokratischen Sozialismus (PDS) um. Als sicher gilt, dass die Partei nach der nächsten Wahl zur Volkskammer nicht mehr die Regierung stellen wird.[4]

### Montag, 5. Februar 1990
- Berlin/Deutschland: Die CDU der DDR, die Deutsche Soziale Union und der Demokratische Aufbruch einigen sich darauf, bei der nächsten Wahl zur Volkskammer als Wahlbündnis anzutreten.[5]

### Mittwoch, 7. Februar 1990
- Berlin/Deutschland: Die DDR-Bürgerbewegungen Initiative Frieden und Menschenrechte, Demokratie Jetzt sowie Neues Forum einigen sich auf ein Wahlbündnis für die nächste Wahl zur Volkskammer namens „Bündnis 90“.[6]

### Donnerstag, 8. Februar 1990

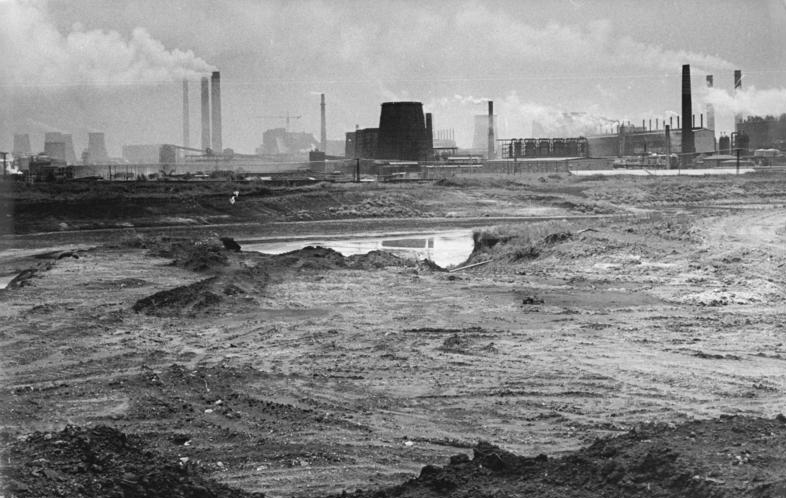
Espenhain, DDR

- Berlin/Deutschland: Der Ministerrat der DDR beschließt die Stilllegung der carbochemischen Anlagen des Landes. Neben dem Hauptstandort des Kombinats Espenhain sind die Werke in Böhlen, Deuben, Rositz und Webau betroffen. Ärzte führen die zunehmenden Fallzahlen von Asthma bronchiale hauptsächlich auf die Emission von Schwefeldioxid und -wasserstoff in der Braunkohleindustrie zurück.[7][8]

### Freitag, 9. Februar 1990
- Berlin/Deutschland: Die 40. Internationalen Filmfestspiele Berlin werden mit dem Film Magnolien aus Stahl des amerikanischen Regisseurs Herbert Ross eröffnet.[9]
- Managua/Nicaragua: Die regierende Partei Sandinistische Nationale Befreiungsfront gewährt 1.190 politischen Gefangenen die Freiheit. Am 25. Februar werden die Nicaraguaner einen neuen Präsidenten wählen. Das Ereignis wurde angekündigt als „erste freie Wahl“ in der Geschichte des Landes.[10]
- Windhoek/Namibia: Die Mitglieder der Verfassunggebenden Versammlung nehmen die Verfassung Namibias an und beschließen damit die Staatsgründung der souveränen „Republik Namibia“.[11]

### Samstag, 10. Februar 1990
- Berlin/Deutschland: Der Kirchenfunktionär Friedrich Magirius wird mit dem Sonderpreis „Volk der DDR“ der Goldenen Kamera ausgezeichnet. Magirius ist Superintendent des Kirchenbezirks Leipzig.[12]
- Moskau/Sowjetunion: Über die Bereitschaft der Sowjetunion, der möglichen Vereinigung der 1945 geteilten Gebiete des Deutschen Reichs, aus denen später die Bundesrepublik Deutschland und die Deutsche Demokratische Republik hervorgingen, zuzustimmen, berichtet der deutsche Bundeskanzler Helmut Kohl mit den Worten, dass das faktische sowjetische Staatsoberhaupt Michail Gorbatschow und er die Entscheidung über die staatliche Verfasstheit Deutschlands als das „alleinige Recht der Deutschen“ definieren.[13]
- Olpe/Deutschland: Sechs Familien gründen den Deutschen Kinderhospizverein e. V. für Familien mit Kindern, die an unheilbaren, lebensverkürzenden Krankheiten leiden. Der Verein soll einerseits den Kindern und andererseits ihren Eltern und Geschwistern Hilfe bieten.[14]
- Panama-Stadt/Panama: Der Führer der von den Vereinigten Staaten unterstützten Minderheitsregierung Präsident Guillermo Endara Galimany verfügt die Auflösung der Streitkräfte mit dem Namen „Fuerzas de Defensa de Panamá“ (deutsch „Verteidigungskräfte von Panama“), die 1983 gegründet wurden und im Dezember 1989 nach mehr als sechs Jahren Militärdiktatur den Streitkräften der Vereinigten Staaten unterlagen.[15]

### Sonntag, 11. Februar 1990
- Kapstadt/Südafrika: Die Führung der über Südafrika herrschenden europiden Minderheit entlässt Nelson Mandela nach 27-jähriger Internierung in die Freiheit. Mandela propagierte den gewaltfreien Widerstand der farbigen Bevölkerung gegen die Rassentrennung und organisierte eine Missachtungskampagne gegen unfaire Gesetze. Er gilt als populärste Figur der über Jahrzehnte hinweg verbotenen Bewegung Afrikanischer Nationalkongress, die gegenwärtig mit Staatspräsident Frederik Willem de Klerk über eine Überwindung der Rassentrennung verhandelt.[16]
- Tokio/Japan: Der amerikanische Boxer James Douglas besiegt seinen Landsmann Mike Tyson durch Knockout und vereint auf seine Person die Weltmeistertitel im Schwergewicht der Verbände WBA, WBC und IBF. Als 42:1-Außenseiter wurde Douglas in der neunten Runde angezählt, er setzte den Kampf aber fort und schickte den amtierenden Weltmeister in der zehnten Runde zu Boden.[17]

### Montag, 12. Februar 1990

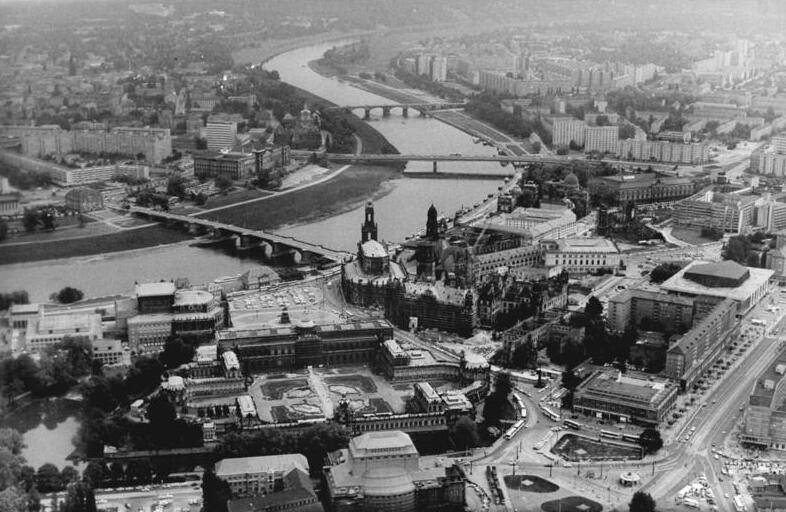
Dresden, in der Mitte rechts die Ruine der Frauenkirche

- Dresden/Deutschland: Die „Bürgerinitiative für den Aufbau der Frauenkirche“ tritt mit dem Ruf aus Dresden an die Presse. Die größtenteils im künstlerischen Milieu heimischen Verfasser werben um Unterstützung für einen Wiederaufbau der am 13. Februar 1945 nach Bombardements in sich zusammengefallenen Kirche.[18]

### Dienstag, 13. Februar 1990

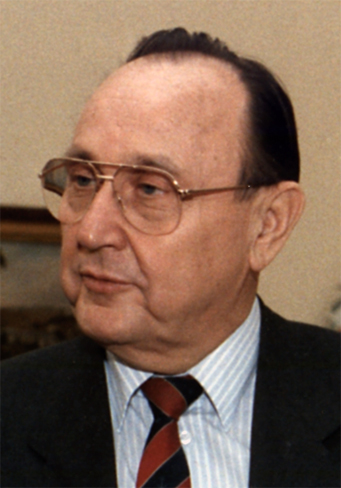
Hans-Dietrich Genscher, Bundesminister des Auswärtigen

- Ottawa/Kanada: Auf einem Treffen der Konferenz über Sicherheit und Zusammenarbeit in Europa beschließen die Außenminister der Bundesrepublik Deutschland, der Deutschen Demokratischen Republik, Frankreichs, der Sowjetunion, der Vereinigten Staaten und des Vereinigten Königreichs die Aufnahme von Gesprächen über die „äußeren Aspekte“ der Herstellung der Deutschen Einheit.[19]

### Freitag, 16. Februar 1990
- Windhoek/Namibia: Die Südwestafrikanische Volksorganisation (SWAPO) erlangt circa 30 Jahre nach Aufnahme ihres bewaffneten Kampfs gegen die Okkupation des ehemaligen „Südwestafrikas“ durch die Republik Südafrika die Regierungsgewalt über die neue und in wenigen Wochen freie „Republik Namibia“, als die Mitglieder der Verfassunggebenden Versammlung den Präsidenten der SWAPO Sam Nujoma zum Staatspräsidenten wählen.[20]

### Sonntag, 18. Februar 1990
- Leipzig/Deutschland: Der Schwulenverband in der DDR (SVD) gründet sich. Zu den Gründungsmitgliedern gehört Bürgerrechtler Eduard Stapel.[21]

### Dienstag, 20. Februar 1990
- Berlin/Deutschland: Die Abgeordneten der Volkskammer der DDR beschließen eine Änderung der Wahlgesetzgebung und legen den 18. März als Termin für die ersten freien, gleichen, direkten, geheimen und allgemeinen Parlamentswahlen seit Gründung der DDR fest.[22]
- Berlin/Deutschland: Die Jury der 40. Internationalen Filmfestspiele Berlin zeichnet die Filme Lerchen am Faden des tschechoslowakischen Regisseurs Jiří Menzel und Music Box – Die ganze Wahrheit des griechisch-französischen Regisseurs Constantin Costa-Gavras als beste Beiträge des Festivals mit dem Goldenen Bären aus.[23]
- München/Deutschland: In Erwartung des Beitritts der DDR zur BRD oder einer Vereinigung der deutschen Staaten auf sonstigen Wegen kündigt der bayerische Ministerpräsident Max Streibl (CSU) die erste gesamtdeutsche Ministerpräsidentenkonferenz seit 1947 an. Gastgeber soll wie damals sein Freistaat sein.[24]

### Mittwoch, 21. Februar 1990

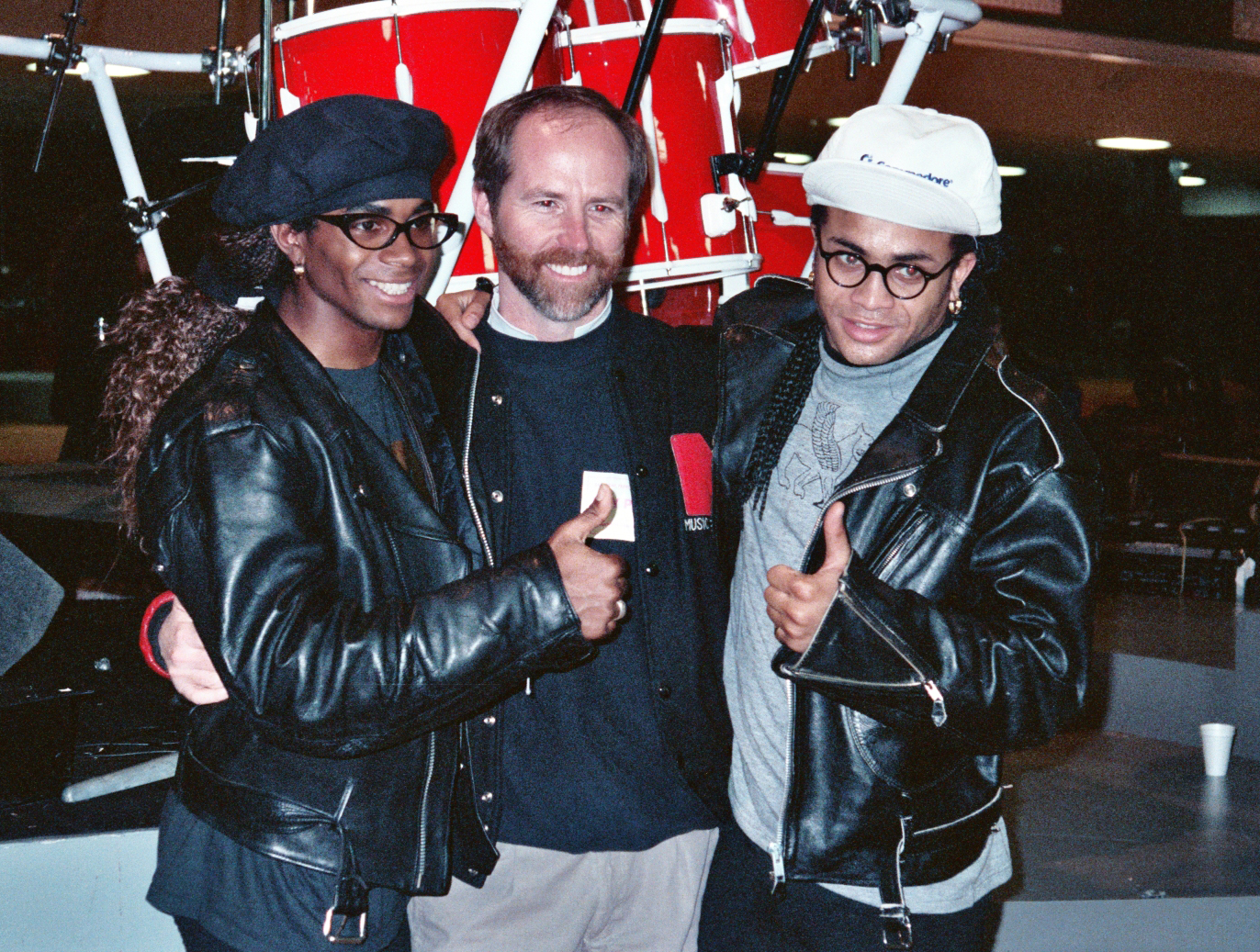
Milli Vanilli, in der Mitte Michael Greene

- Los Angeles/Vereinigte Staaten: Bei den 32. Grammy Awards wird die Formation Milli Vanilli als bester Newcomer ausgezeichnet. Das Duo besteht aus dem in München lebenden Franzosen Fab Morvan und dem Deutschen Rob Pilatus.[25]
- Saarbrücken/Deutschland: Der Landtag des Saarlandes bestätigt Oskar Lafontaine (SPD) in seinem Amt als saarländischer Ministerpräsident.[26]

## Weblinks

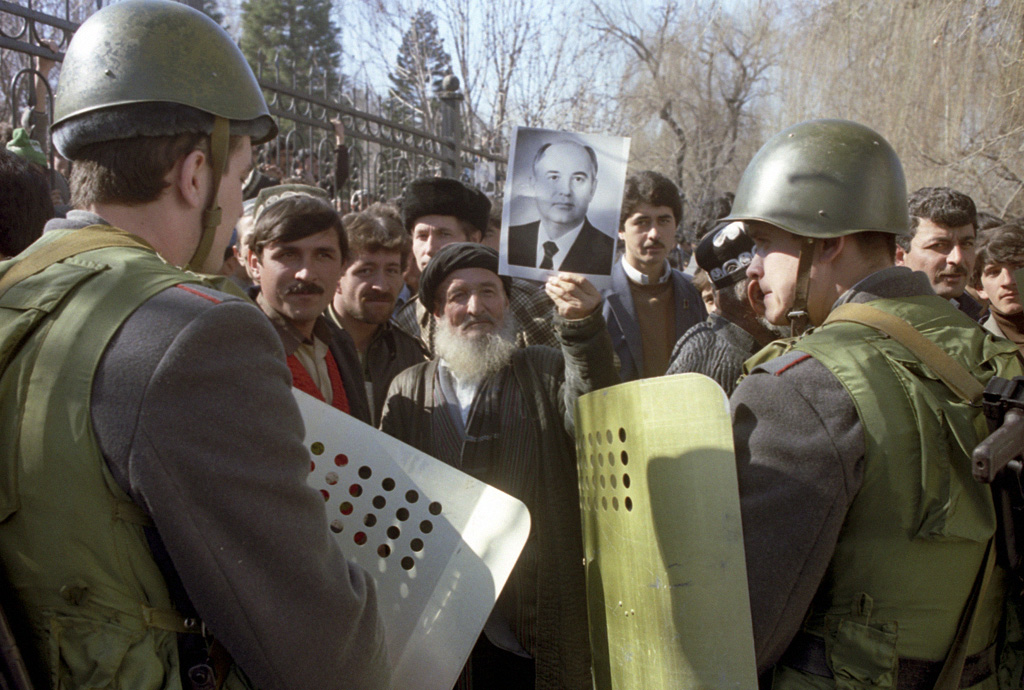
Duschanbe im Februar 1990

### Sonntag, 25. Februar 1990
- Managua/Nicaragua: Nach der heutigen Wahl steht überraschend Violeta Barrios de Chamorro, die Kandidatin des konservativen Wahlbündnisses Union der Nationalen Opposition und Teil der so genannten Konterrevolution, als künftige Präsidentin Nicaraguas fest. Ihr Erfolg könnte den etwa zehn Jahre währenden Contra-Krieg befrieden, in welchen u. a. die Vereinigten Staaten auf Seiten der bisherigen Opposition verwickelt sind.[27]